# Desperado (bài hát của Eagles)
"Desperado" là một bài hát của ban nhạc rock Mỹ Eagles. Bài hát đứng thứ 494 trong 500 bài hát vĩ đại nhất (danh sách của Rolling Stone) năm 2004.